# Liste der Ständigen Vertreter Ungarns bei der NATO
Liste der ständigen Vertreter Ungarns bei der Organisation des Nordatlantikvertrags (NATO) in Brüssel.

## Ständige Vertreter
- 1997–2001: András Simonyi
- 2001–2005: János Herman
- 2005–2009:
- 2009–2009: István Kovács
- 2009–2013: Károly Banai
- Seit 2013: Péter Sztáray